# Audrey Brown
Audrey Kathleen Kilner Brown (później Court, ur. 24 maja 1913 w Bankurze w indyjskim stanie Bengal Zachodni, zm. 11 czerwca 2005 w Manchesterze) – angielska lekkoatletka specjalizująca się w krótkich biegach sprinterskich, uczestniczka letnich igrzysk olimpijskich w Berlinie (1936), srebrna medalistka olimpijska w biegu sztafetowym 4 × 100 metrów.
Siostra sprintera Godfreya Browna, złotego i srebrnego medalisty olimpijskiego.

## Sukcesy sportowe
| Rok  | Miasto | Zawody               | Konkurencja        | Wynik         |
| ---- | ------ | -------------------- | ------------------ | ------------- |
| 1936 | Berlin | Igrzyska olimpijskie | sztafeta 4 × 100 m | srebrny medal |

## Rekordy życiowe
- bieg na 100 metrów – 12,3 – Wiedeń 17/09/1938[3]
- bieg na 200 metrów – 25,4 – Colombes 29/08/1937